# 변신 (카프카)
《변신》(독일어: Die Verwandlung)은 프란츠 카프카의 중편 소설이다. 어느날 아침 눈을 뜨고 나니, 거대한 벌레로 변해버린 한 남성과 그를 둘러싼 가족들의 전말을 묘사한 소설이며, 카프카의 작품 중 가장 널리 알려져 있는 소설이다. 특이하게 그냥 변신이 아니라 '카프카의 변신'으로도 유명하다. 1912년에 집필하여, 월간지의 1915년 10월호에 게재하고, 책의 형태로는 같은 해 12월 쿠르트 볼프가 편집한 'Der jüngste Tag' 시리즈에 출판하였다. 선고(Das Urteil)를 하루만에 완성한 것과 달리, 이는 퇴근 후 저마다 써서 완성했다.
카프카는 이 책을 집필하기 전에 집필하던 「선고」, 「화부」와 이 작품을 함께 엮어 출판하려고 계획하였으나, 출판사의 반대로 이루어지지 못했다.

## 내용 *스포 주의

### 제 1장
옷 회사의 영업사원으로 근무하는 그레고르 잠자는 어느 날 아침, 편치 않은 꿈에서 깨어나 침대에서 눈을 뜨자 자신이 거대한 벌레로 변해 버렸다는 것을 깨닫는다. 갑작스런 일에 당황하면서도, 그는 조금 더 자 보려 하지만, 수면에 편안한 자세를 취할 수 없었다. 그는 등껍질을 침대에 대고 누운 상태에서, 지금 하고 있는 일을 여러모로 불만스럽게 생각한다. 출장으로 말미암은 스트레스를 많이 받는데, 기차를 갈아타야 하는 시간에 늦지 않도록 늘 신경을 써야 하고, 짧은 틈을 이용해서 끼니를 해결해야 하며, 상대할 고객들은 계속 바뀌어 깊이 사귈 수도 없기에 대인 관계에 항상 신경을 곤두세워야만 하기 때문이다. 이른 기상 역시 불만스런 일이며, '잠자리에서 일찍 일어난다는 건 인간을 바보로 만든단 말이야. 인간은 충분한 수면이 필요하거든' 그레고르는 생각한다. 그러나 부모님이 사업 실패 때문에 사장에게 거액의 빚을 지고 있기 때문에, 빚을 청산할 때까지는 일을 그만둘 수 없는 상황이다.
그러다가 문득 시계를 보니, 출근할 시간이 이미 지났다. 그의 몸 상태를 두고 걱정하는 가족들과 방문을 사이에 두고 대화 하다가, 몸을 움직여서 침대에서 빠져 나오려고 할 때 그레고르의 상태를 확인하기 위해 지배인이 온다. 근무 태만이라고 비난하는 지배인에게, 그레고르는 방 안에서 변명하지만, 아무래도 지배인은 그레고르의 말을 전혀 알아듣지 못한다. 그레고르가 방 문까지 몸을 질질 끌고 가서, 간신히 열쇠로 방문을 열고 가족들 앞에 모습을 드러냈을 때, 가족들과 지배인은 공황 상태에 휩싸인다. 어머니는 마루 위에 털썩 주저앉고, 그의 여동생 그레테는 왜인지 울기 시작하고, 지배인은 질겁을 하며 도망간다. 그레고르는 지배인을 바로 쫓아가려 했지만, 아버지는 지팡이를 그레고르에게 휘두르고, 정말 벌레 취급을 하며 방으로 몰아넣어 감금한다.

### 제 2장
그 날 이래로, 그레고르는 방에서 꼼짝도 않고 단조롭고, 무료한 생활을 하게 된다. 여동생 그레테는 그레고르의 모습을 혐오하지만 방에 음식은 넣어준다. 그러나 몇시간 뒤에 다시 들어와 먹고 남은 음식이든, 손도 대지 않은 음식이든 신경조차 쓰지 않은 채 전부 버려버리고, 방 청소조차 해주지 않는다. 또한 그레고르는 음식에 대한 기호가 완전히 바뀌어 신선한 음식에 식욕을 느끼지 못하고, 썩어가는 야채나 치즈를 맛있어 한다. 그레고르는 낮에 창가에서 밖을 내려다보며 시간을 보내는데, 잠을 잘 때는 소파 아래에 몸을 비집고 들어가고, 여동생이 들어 올 때도 신경 써서 그곳에 몸을 숨긴다. 문 너머로 들려오는 대화에 따르면, 가족들에게는 적게나마 절약으로 모아놓은 비상금이 있어, 비록 '유일한 일꾼'을 잃었을지라도 앞으로 1, 2년은 생활할 수 있을 것 같다고 한다. 하지만 성급히 사용하지 말자며 다시 도로 넣어둔다.
그러는 동안 그레고르는 점점 진짜 벌레가 되어가는지 방의 벽이나 천장을 타고 기어다니는 습관을 지니게 되는데 이를 알아차린 그레테는 그레고르가 벽을 타고 기어다니는 데 방해가 되는 가구류를 방에서 치워 줄 것을 계획한다. 잠자부인이 이렇게 방의 가구를 치우면 그레고르가 돌아왔을 때를 생각해야하지 않느냐는 이야기를 주장한다. 그들의 대화를 엿듣고 문득, 자신이 인간이었던 시절의 흔적을 없애 버려도 괜찮은 것일까 하고 회의(懷疑)한다. 그러자 그레테는 그레고르는 자신이 더 잘 안다고 이야기하면서 가구를 치우기 시작한다. 그레고르가 자신의 뜻을 표출하려고, 벽에 걸려 있던 액자(털옷 입은 여인)에 달라 붙자, 그런 그레고르의 모습을 본 어머니는 졸도하고 만다. 얼마 지나지 않아 일을 마치고 돌아온 아버지가 그레테를 통해 상황을 어렴풋이 듣게 되는데, 그만 그레고르가 난동을 부린 것으로 간주하고서 몹시 화가 난 채 그에게 사과를 마구 던진다. 헌데 그 중 하나가 그레고르의 등에 박히면서, 그때부터 정상적으로 움직이지도 못한 채 방구석에서 골골 앓게된다.

### 제 3장
아버지가 던진 사과가 그레고르의 등껍질에 완전히 박혀버린 일로 인해 그가 고통에 몸부림치며 고생하는 동안, 그 사이에 가족들은 빠듯한 형편으로 생활을 하는데, 생계를 유지하기 위해 어머니와 여동생도 직장을 구해 일한다. 가정부도 나이가 든 가정부로 교체하였는데, 우연히 그레고르를 보게 된 그 가정부는 그레고르를 전혀 무서워하지 않고, 수차례 그레고르를 겁주기까지 하면서 조롱하러 온다. 한편 신사 3명에게 하숙을 주게 되면서 그레고르의 방은 자연스레 애물단지 같은 가구를 놓아두는 헛간으로 변해 버린다. 또한 여동생은 더 이상 그레고르를 돌보는 것에 열의를 지니지 않게 된 것 뿐만 아니라 그의 존재를 완전히 무시한다.
어느 날, 거실에 있던 신사 한 명이 그레테가 연주하는 바이올린 소리를 우연히 듣고 충동적으로, 자기쪽으로 와서 연주해 달라고 요청한다. 그레테는 요구받은 대로 신사의 앞에서 연주를 한다. 신사들이 처음부터 싫증을 느끼는 데 비해, 그레고르는 그녀의 연주에 감동해 그만 방에서 기어 나와 버린다. 그레고르는 신사들의 태도에 화가 나 그레테를 도와줄 작정으로 그레테에게 다가간 것이지만, 그레고르의 모습을 본 신사들은 화를 내며, 당장 이 계약을 철회할 것을 포함해 지금까지의 하숙비도 지불할 수 없음을 선언한다. 실망하는 가족들 틈에서, 그레테는 이제 그레고르를 버려야 한다고 말한다. 아버지도 그녀의 말에 동의한다. 그레고르는 쇠잔해진 가족의 모습을 보며 방으로 돌아와서는, 가족들의 애정을 회상하며 그 자리에서 외롭게 사망한다.
다음 날, 가정부가 우연히 그레고르가 죽은 것을 발견하게 되고, 그의 시체를 처리해버린다. 그에게서부터 해방된 가족들은 휴가의 필요를 느끼고, 각각 직장에 결근계를 쓴 채 나들이를 하러 집 밖으로 나간다. 서로 대화 하면서, 아무튼 서로 자신의 일에 어느 정도 만족하고 있고, 미래에 대한 희망도 가질 수 있을 것 같다고 생각한다. 딸 그레테는 오랫동안의 고생 속에서도 어느새 아름다운 아가씨로 성장하였다. 부모는, 이제는 딸의 신랑감을 찾아 주어야겠다고 생각한다.

## 등장 인물

### 그레고르 잠자(Gregor Samsa)
이 소설의 주인공. 여동생과 가족들을 먹여살리기 위해 영업 사원으로 일한다. 어느 날 벌레로 변한 채 아침을 맞이한다. 벌레가 된 이후, 일을 할 수 없게 되었기에 이를 말미삼아 그의 아버지를 포함한 가족들은 제각기 일을 하기 시작한다.

### 그레테 잠자(Grete Samsa)
그레고르의 여동생으로, 그레고르가 변신한 뒤로 그를 돌보는 역할을 맡는다. 처음에는 그레테와 그레고르 사이에 긴밀한 관계가 있었지만 둘의 사이는 곧 멀어진다. 초기에 그레테는 동정심 때문인지 음식을 주고 방 청소를 해주는 등의 봉사를 하나, 그 부담에 점점 짜증을 내게 되고, 그레고르의 방이 더러워지는 데도 불구하고 이러한 봉사를 그만둔다. 그레고르가 성사시키려 했던 꿈은 그레테를 바이올린 연주로 전문적인 음악 학교에 입학시키려는 것이다. 그레고르는 크리스마스 이브에 이같은 구상을 발표하기로 계획했다. 그러나 그레고르가 벌레가 되어버렸기 때문에 그레테는 점원으로 취직하고, 가족에게 생계비를 보태게 되었다.

### 잠자 씨(Mr. Samsa)
그레고르의 아버지, 그레고르의 상사에게 큰 빚을 지고 있기 때문에 그레고르로 하여금 내키지 않는 직장에서 일하게 할 수 밖에 없는 처지에 있다. 그레고르가 벌레로 변한 후 잠자부인을 기절시켰을 때, 그는 이성을 잃은 채로 그레고르에게 사과를 마구 던져 그레고르로 하여금 큰 상처를 입게 하였다. 여기서 그는 쓸모가 없어진 그레고르를 냉혈히 대하는 것과, 그레고르가 돈을 벌어오지 못하자 생계를 위해 노동을 할 수 있음을 보여주는 모습에서 굳이 그레고르 혼자서 가장이라는 압박감을 가진 채 고된 노동을 할 필요가 없었음을 보여주어 가족들이 그레고르를 어떻게 생각했는지 어렴풋이 알 수 있게되는 부분임을 알 수 있다.

### 잠자 부인(Mrs. Samsa)
잠자 부인은 그레테와 그레고르의 어머니이다. 처음에는 그레고르의 변신에 충격 받지만 그레고르의 방 안에 들어가고 싶어한다. 이는 그레고르 어머니로 하여금 모성애적 충동, 그레고르에 대한 동정과 벌레로 변해버린 그레고르의 모습에 대한 공포감, 극도의 혐오감 사이의 갈등을 일으키게 하여, 그녀 인격의 많은 부분을 드러낸다.

## 벌레에 대해서 (About Bug)
작품에서 그레고르 잠자가 변신한 모습을 보통 "벌레", "해충"으로 번역하나, 독일어 원문은 Ungeziefer이며, 이것은 일반적으로 조류와 작은 동물 등이 포함된 유해생물을 의미하는 단어이다. 작중 묘사에서 어떤 종류의 생물인지 알 수 없지만, 블라디미르 나보 코프는 크게 부풀어 오른 몸통을 가진 딱정벌레라고 하였다. (나보코프「유럽 문학 강의」).
『변신』의 초판 표지 그림은 사실 화가 오토마루 슈타루케가 담당했는데, 카프카는 출판할 때 발행소(쿠르트 볼프 社)로 보내는 편지에서 "곤충 그 자체를 그리지 마시오." "멀리서도 모습을 보여선 안 됩니다." 라고 요청하였다. 아래 사진에서 보이듯이, 한 남자가 머리를 감싸며 문앞으로 걸어나온다. 문 뒤는 검은색 배경으로, 아무것도 보이지 않는다. 독자들이 곤충의 형태를 자유롭게 상상하도록, 오직 글로만 표현한 것이 이 작가의 의도라고 할 수 있다.

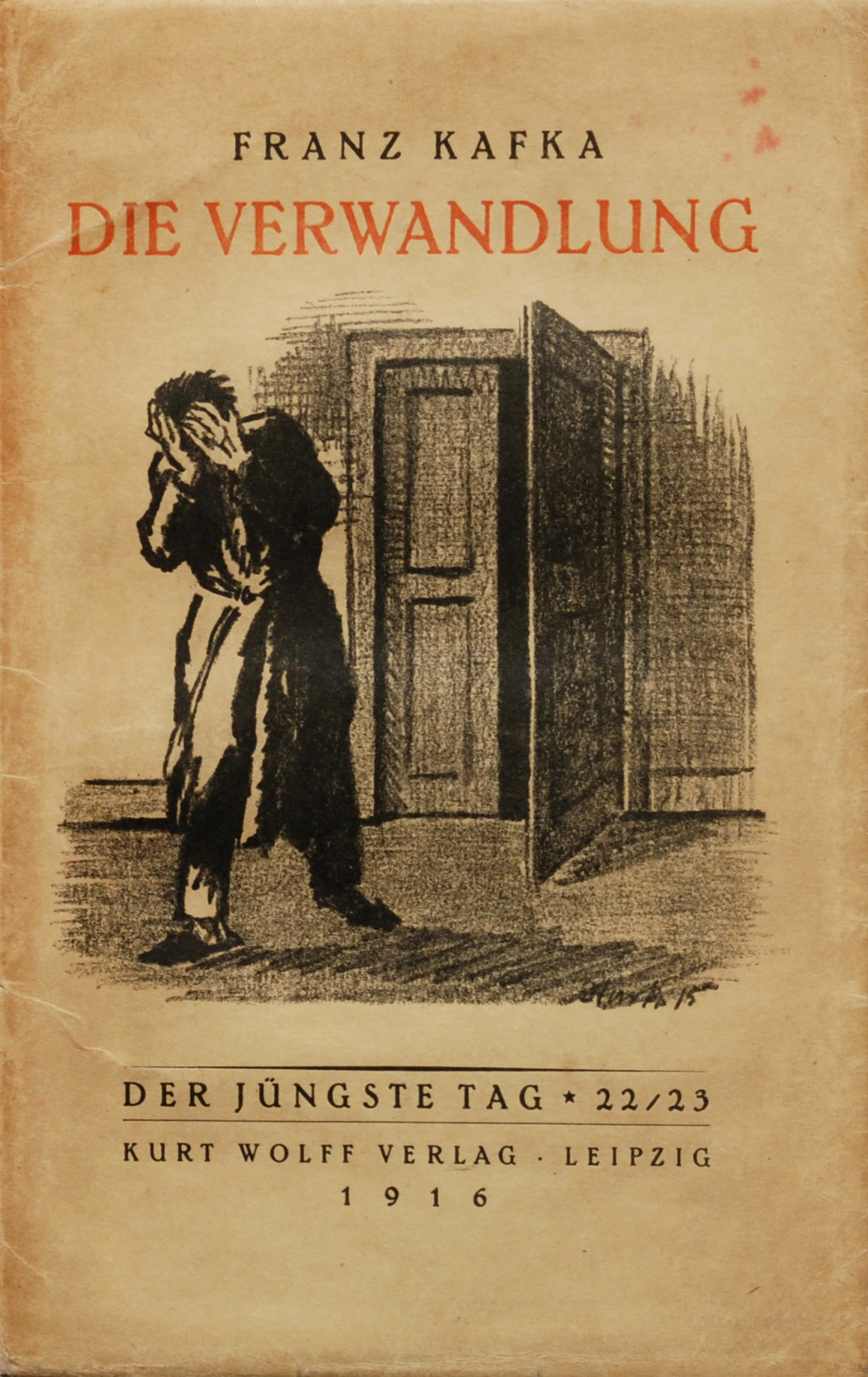
카프카가 1915년 10월 25일 쿠르트 볼프 출판사에게 보내는 편지에서 출판사에게 말한 것과 같이
벌레의 모습은 보이지 않으며,
단지 어둡게 칠해져 있는 반쯤 열린 방과 주인공 아버지의 모습만을 보여주고 있다.

벌레의 모습은 보이지 않으며,

1. ↑  《변신》.[원본] Als Gregor Samsa eines Morgens aus unruhigen Träumen erwachte, fand er sich in seinem Bett zu einem ungeheueren Ungeziefer verwandelt.

[영어 번역본] One morning, when Gregor awoke from an uncomfortable dream, he found himself lying in bed and turned into a huge insect.
2. ↑  신기하게도 가족들은 벌레로 변한 그레고르를 보고서도 그것을 그레고르라고 바로 인지한다.
3. ↑  유일한 일꾼이자 가장인 그레고르에게는 말 하지 않은 모양인지, 그런 비상금이 존재했었냐며 홀로 말을 한다. 덧붙여 본인은 가정 형편이 이렇게 여유로운 지 몰랐다고...
4. ↑  말이 애물단지지 사실상 애물단지 뿐만 아니라 조금이라도 쓸모없는 물건들은 모두 방 안으로 던져 넣는다.
5. ↑  그를 생각해주며 방에 음식을 주던 모습과는 반대된다. 동정심으로 챙겨주던 그가 이젠 가족들에게 피해를 주기 시작하자 되려 태도를 바꾼 것, 이러한 그레테의 급격한 태도변화를 통해 그레고르의 추락이 더욱 강하게 부각된다.
6. ↑  작품의 마지막을 보면 그레테의 엄마와 아빠가 그녀의 몸매를 보고 감탄하는 장면이 나오는데, 이것을 암시하는 듯하다.
7. ↑  그러나 각종 사이트에 변신을 검색하게 되면, (대부분 딱정벌레와 유사한 형태를 가진) '벌레의 모습을 그대로 그려넣은' 표지의 책들이 수북하다. 카프카의 의도가 말끔히 무시된 모습.